# Alfa Romeo RL
L’Alfa Romeo RL était une automobile fabriquée par le célèbre constructeur italien Alfa Romeo entre 1922 et 1927. Ce fut le premier modèle typiquement sportif de la marque présenté après la Première Guerre mondiale, conçue par Giuseppe Merosi et présenté au Salon de Milan en octobre 1921.
Le véhicule disposait d'un moteur 6 cylindres en ligne de 3 600 cm3. Trois versions virent le jour : "Normale", "Tourisme" et "Sport". Ce moteur était destiné à équiper une voiture de course mais, en 1922 le règlement changea qui imposa que la cylindrée maximale ne dépasse pas 2 litres.
En 1922, la fabrication stagna à 6 exemplaires. En 1923, la version 2 est lancée, quasiment sans modifications par rapport à la précédente mais l'évolution a lieu en septembre 1923 avec la série 3.
La 3e version présentait une innovation de grande importance. Les freins jusque-là réservés à l'essieu arrière étaient à bandes. Alfa Romeo les remplaça par des tambours et équipa également l'essieu avant de ces freins.
La version course fut baptisée "RLTF" et a participé à la célèbre Targa Florio. Cette version allégée pesait quasiment la moitié de la version normale de série, avec deux carburateurs. Elle remporta la Coupe Acerbo en 1924 avec Enzo Ferrari et en 1925 avec Guido Ginaldi, comme pilotes officiels.
En 1923, l'équipe officielle course au volant des "RL" était composée de Ugo Sivocci, Antonio Ascari, Giulio Masetti et Enzo Ferrari. Alfa Romeo remporta le trophée en 1923 avec Ugo Sivocci.
En 1925, Alfa Romeo présente la 6e série avec la RL Normale. Elle dispose d'un nouveau moteur de 2 994 cm3 développant 61 CV et permet une vitesse de 115 km/h. La version RL Super Sport dispose du même moteur poussé à 83 Ch qui la propulse à 130 km/h. Cette version est dotée d'une pompe à air comprimé assurant une surpression de 0,2 bar dans le réservoir d'essence.
La production totale du modèle s'élève à 2 631 exemplaires.

## Modèles
- RL Normale (1922-25) - 2 916 cm3 - 56 bhp -
  - série 1 (1922) : 6 exemplaires
  - série 2 (1923) : 607 ex
  - série 3 à 5 (1923-25) : 702 ex
- RL Turismo (1925-27) - 2 996 cm3 - 61 bhp
  - série 6 (1925) : 195 ex
  - série 7 : 192 ex
- RL Sport (1922-27) - 2 996 cm3 - 71 bhp
  - série 1 & 2 (1922-23) : 218 ex
  - série 3 & 4 (1923-24) : 176 ex
  - série 5 (1925) : 143 ex
- RL Super Sport (1925-27) - 2 996 cm3 - 71 bhp
  - série 6 (1925-26) : 304 ex
  - série 7 (1926-27) : 88 ex
- RL Super Sport Castagna, 84 bhp
- RL Super Sport Zagato, 89 bhp
- RL Targa Florio, 3 154 cm3 - 95 bhp (1923)
- RL Targa Florio, 2 994 cm3 - 90 bhp (1924)
- RL Targa Florio, 3 620 cm3 - 125 bhp (1924)

## Chiffres de production Alfa Romeo RL
| Année                      | 1922 | 1923 | 1924 | 1925 | 1926 | 1927 | total |
| -------------------------- | ---- | ---- | ---- | ---- | ---- | ---- | ----- |
| Alfa Romeo RL Normale      | 3    | 610  | 443  | 259  | 0    | 0    | 1315  |
| Alfa Romeo RL Sport        | 3    | 215  | 176  | 143  | 0    | 0    | 537   |
| Alfa Romeo RL Super Sport  | 0    | 0    | 0    | 304  | 12   | 76   | 392   |
| Alfa Romeo RL Tourismo     | 0    | 0    | 0    | 195  | 126  | 66   | 387   |
| Alfa Romeo RL Targa Florio | 0    | 5    | 5    | 0    | 0    | 0    | 10    |
| total                      | 6    | 830  | 624  | 901  | 138  | 142  | 2641  |

Les numéros de châssis des  Normale  et  Sport  ont été pré-attribués de 7001 à 7100 et de 7101 à 7350 et 7351 à 7850 et 7851 et 8350 et 8351 et 8852, tout comme les numéros de bloc moteur. Les numéros de châssis de la  Super Sport  ont été pré-attribués de 069001 à 069300 et de 069701 à 069850, tout comme les numéros de bloc moteur. Les numéros de châssis du  Tourismo  ont été pré-attribués de 069301 à 069500 et de 069501 à 069700, tout comme les numéros de bloc moteur.

## Photographies

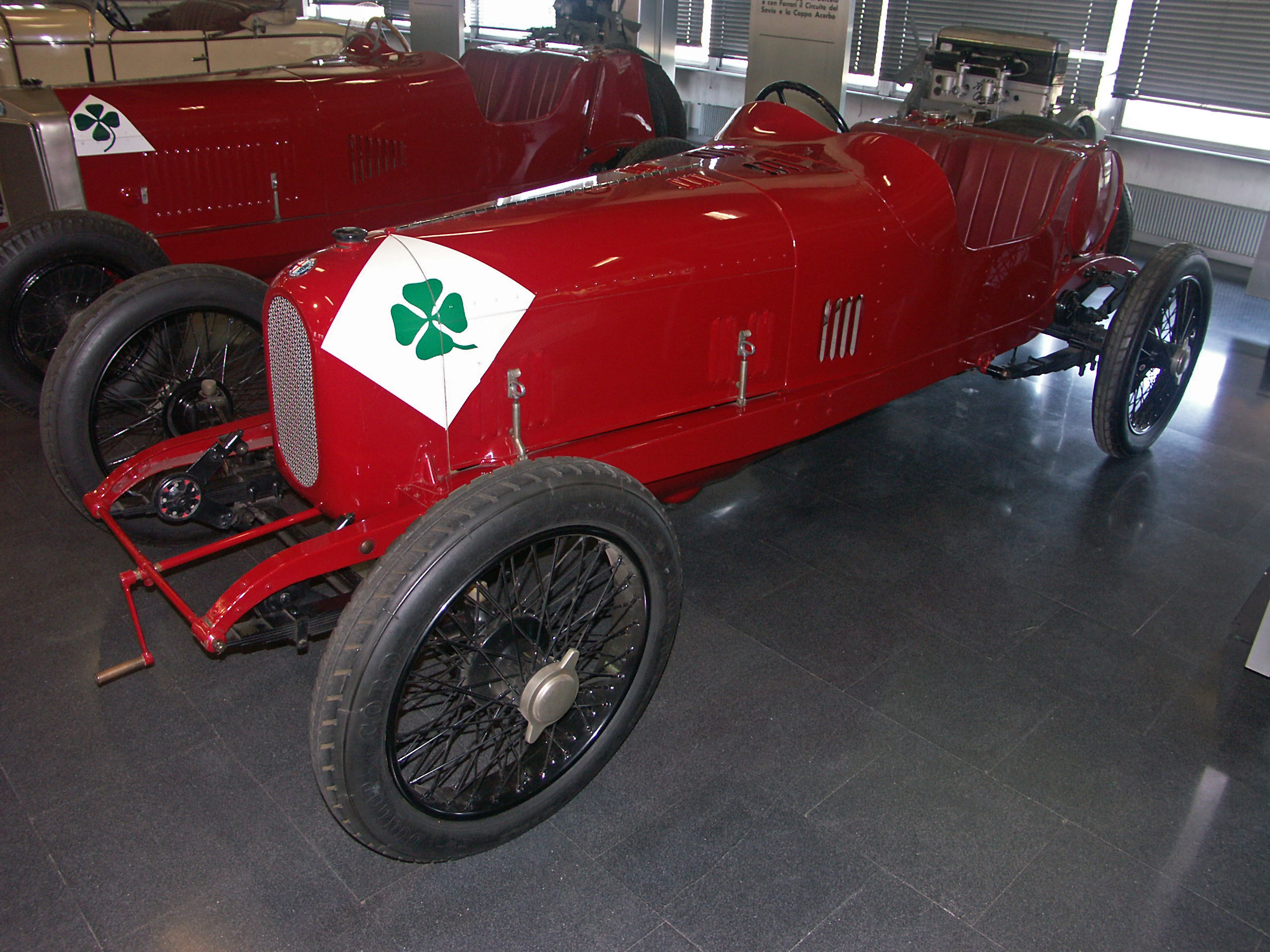
Alfa Romeo RL Targa Florio
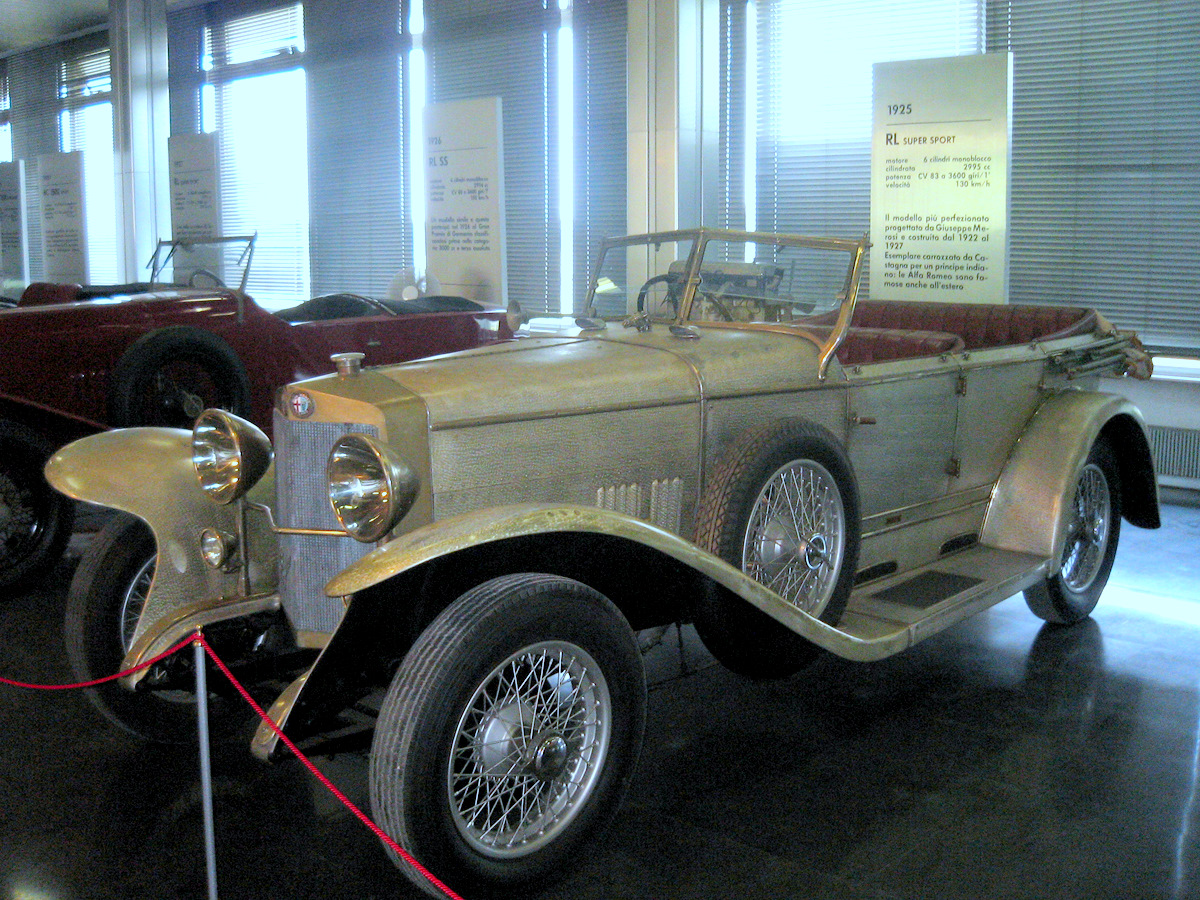
Alfa Romeo RL Super Sport Castagna